# Rövattnet, Lappland
Rövattnet är en sjö i Storumans kommun i Lappland och ingår i Vapstälven-Ranas kustområde. Sjön har en area på 1,52 kvadratkilometer och ligger 610,2 meter över havet. Sjön avvattnas av vattendraget Raudvasselva.

## Delavrinningsområde
Rövattnet ingår i det delavrinningsområde (730112-144870) som SMHI kallar för Utloppet av Rövattnet. Medelhöjden är 681 meter över havet och ytan är 10,01 kvadratkilometer. Det finns ett avrinningsområde uppströms, och räknas det in blir den ackumulerade arean 13,31 kvadratkilometer. Avrinningsområdets utflöde Raudvasselva mynnar i havet. Avrinningsområdet består mestadels av skog (59 procent) och kalfjäll (26 procent). Avrinningsområdet har 1,53 kvadratkilometer vattenytor vilket ger det en sjöprocent på 15,3 procent.